# Look Who's Talking Too
Look Who's Talking Too (br: Olha Quem Está Falando Também – pt: Olha Quem Fala… Também) é a sequência do filme de 1990 e também dirigido por Amy Heckerling Look Who's Talking em 1989. O filme é estrelado por John Travolta e Kirstie Alley como os pais de Mikey (dublado por Bruce Willis), uma criança lidando com a mais nova adição à família, bebê Julie (dublada por Roseanne Barr). Além disso, ele está tendo problemas para usar um penico, e os conselhos não ortodoxa que ele recebe de seu companheiro, Eddie (dublado por Damon Wayans), não faz o seu problema melhor.

## Elenco
- John Travolta como James Ubriacco / Voz de espermatozóides de James
- Kirstie Alley como Mollie Ubriacco (nome de batismo Jensen) / Voz dos óvulos de Mollie (não creditado)
- Elias Koteas como Stuart Jensen
- Twink Caplan como Rona
- Olympia Dukakis como Rosie Jensen
- Lesley Ewen como Debbie
- Gilbert Gottfried como Joey, o instrutor de ginástica do bebê

Vozes
- Bruce Willis como Michael "Mikey" Jensen-Ubriacco
- Roseanne Barr como Julie Ubriacco
- Damon Wayans como Eddie
- Mel Brooks como Sr. Privada

## Produção
O famoso tema musical da TriStar Pictures, composta por Dave Grusin, foi tocada durante a cena quando a bebê Julie pratica caminhada. A variação existe no início do logo quando Bruce Willis (voz de Mikey) estava fazendo uma imitação do Mister Ed.
Elenco
A bebê Julie no filme anterior Look Who's Talking foi retratada por Joan Rivers, sob o pseudônimo de "Baby Guess", fornecendo a voz da bebê Julie. Devido a conflitos de agenda, ela recusou o papel.
Também aparecem Olympia Dukakis, Elias Koteas, e Gilbert Gottfried. Além disso os dubladores incluem Damon Wayans em um papel de apoio como amigo de Mikey, Eddie. Mel Brooks faz uma aparição como a voz de Mr. Toilet Man. Este filme foi seguido por outra sequência, Look Who's Talking Now, em 1993 os atores bebês no filme incluído são Lorne Sussman e Megan Milner.

## Versões alternativas
No Fox Family, em vez de James dizendo "Não me faça parecer um idiota", ele disse, "Não me faça parecer um idiota".
Quando o filme vai ao ar na ABC Family, muitas do filme cenas excluídas (como Mollie ameaçando Mikey com uma surra se ele toma sua irmã de novo) são mostrados. Uma adição notável é uma piada onde Mollie conversa com seus amigos e pessoas e se inflama um devaneio de James a traindo. Há até mesmo uma seqüência em que ela imagina ele como John Lennon e parodiando seu ativismo.

## Recepção
Ao contrário de seu antecessor em relação ao ano anterior, que recebeu críticas principalmente negativas. Rotten Tomatoes dá ao filme uma pontuação de 17%, com base nas avaliações dos críticos 12.
O filme arrecadou $47,789,074 nas bilheterias, tornando-se um sucesso moderado nas bilheterias.
Ele também foi indicado a dois prêmios Framboesa de Ouro incluindo Pior Ator Coadjuvante para Gilbert Gottfried e Pior Atriz Coadjuvante para Roseanne Barr.